# Schwedische Division 4 (Eishockey)
Die Division 4 ist seit der Saison 1999/2000 die sechsthöchste Eishockeyliga in Schweden. Eishockey gilt als eine der beliebtesten Sportarten Schwedens.

## Gruppen
| - Gävleborg - Göteborg - Stockholm norra | - Stockholm södra - Uppland - Östergötland/Södermanland |